# Uczestnicy postępowania karnego
Uczestnicy procesu karnego – podmiot biorący udział w postępowaniu karnym w roli określonej przepisami prawa. 

## Rodzaje uczestników polskiego procesu karnego
Na podstawie funkcji, jakie powierzone są poszczególnym uczestnikom procesu i systematyki kodeksu postępowania karnego wyróżnia się następujące kategorie:
- organ procesowy – uczestnik postępowania, organ państwowy o strukturze określonej przez prawo oraz przez prawo wyposażony w określone uprawnienia i obowiązki;
- strona postępowania – uczestnik postępowania, który działa we własnym imieniu, posiadający interes prawny w określonym rozstrzygnięciu co do przedmiotu procesu;
- przedstawiciele procesowi stron – obrońca, jako przedstawiciel oskarżonego sensu largo oraz pełnomocnik, czyli przedstawiciel innych stron (np. oskarżyciela posiłkowego, pokrzywdzonego), a także osób niebędących stronami (np. świadka);
- przedstawiciel społeczny – uczestnik procesu, który kieruje się wyłącznie interesem społecznym;
- osobowe źródło dowodowe – nośnik informacji w postaci osoby żyjącej (np. biegły), który może okazać się istotny z punktu widzenia ustaleń faktycznych[2];
- pracownicy organów procesowych – osoby zatrudnione w organach procesowych, takie które pełnią określoną przez prawo funkcję w procesie karnym (np. protokolant).